# Col·legi major
El col·legi major o col·legi universitari és una institució pròpia de les universitats, que històricament n'era una part essencial, tot i que en l'actualitat està desproveït de funcions docents i investigadores, les quals han passat a ocupar les facultats i departaments universitaris.

## Història
Històricament, especialment en les universitats espanyoles de la baixa edat mitjana i l'Antic Règim, un Col·legi Major era una institució que donava formació universitària de graus majors (llicenciatura i doctorat), a més de donar allotjament als estudiants. De vegades eren una espècie de prolongació d'una universitat i unes altres van ser el germen d'una universitat.
Funcionaven amb una gran autonomia; els professors anaven a fer classes en ells, encara que després els col·legials havien de rendir examen a la universitat. Els mateixos col·legials regirien el seu col·legi en els aspectes administratius i econòmics i nomenaven rector d'entre ells. Els estudiants dels col·legis més prestigiosos presumien durant tota la seva vida d'haver-ne format part. Al segle xvii hi havia sis col·legis majors a la Corona de Castella: quatre a Salamanca: els de San Bartolomé o Col·legi Vell, (1401), de Conca (1500), de Santiago de Compostel·la el Zebedeo (1519) i d'Oviedo (1521); el de Santa Cruz (1482) a Valladolid, i el de San Ildefonso (1499) a Alcalá d'Henares. També existien els col·legis menors (o simplement col·legis), on es donava el grau menor: batxiller; que en aquells dies ja servia per a exercir una professió. A San Ildefonso, els estudiants podien ser becaris porcionistes els estudis dels quals eren pagats per alguna institució o per membres de l'alta noblesa, de vegades en condició d'assistents dels joves membres d'aquestes cases nobles que acudien a estudiar. Ambdós havien de plantar cara a vuit cursos d'un any de durada cadascun (estudis d'arts, dret canònic, teologia). Fundats per alts clergues, els col·legis estaven originalment destinats als estudiants de mèrit, però d'origen modest.
Els col·legis majors van ser desviats de la seva destinació inicial en la mesura que les places que oferien monopolitzades pels fills de l'elit política espanyola (aristocràcia, noblesa i lletrats), fenomen que va arribar una rigidesa total a partir del segle xvii. En un context de multiplicació dels títols i escassesa de càrrecs a ocupar, aquests últims es van assegurar, per cooptació, l'accés als col·legis de major prestigi, la millor opció com trampolins per a accedir a brillants carreres en les funcions més elevades dels mitjans eclesiàstics o en els consells i audiències. Els col·legis majors van veure reduïda la seva importància a conseqüència de les reformes il·lustrades de finals del segle xviii.